# 油苗
油苗（英語：petroleum seep）
是指液態或氣態碳氫化合物逃逸到地球大氣和地表的地方，油苗通常在石油圈閉構造之上。碳氫化合物可能沿著地層逸出，或通過岩石中的裂縫，或直接從含油岩石的露頭中逸出。
石油逸出有兩種原因。由於構造運動破壞石油儲層上方的蓋層，導致油氣因浮力向地表遷移。或因增加埋深，導致石油儲層和蓋層超壓，故而破壞蓋層的密封性 。